# Imidy

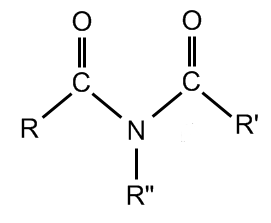
Struktura chemiczna grupy imidowej

Imidy – grupa organicznych związków chemicznych, pochodnych amin, w których do atomu azotu przyłączone są bezpośrednio dwie grupy acylowe (natomiast amidy zawierają jedną grupę acylową).
Imidy można otrzymywać w wyniku reakcji bezwodników kwasów karboksylowych z amoniakiem. Użycie w tej reakcji kwasów dikarboksylowych prowadzi do otrzymania imidów cyklicznych. Imidy otrzymuje się też w reakcji kwasów karboksylowych z aminami pierwszorzędowymi i amoniakiem.
Szczególnie duże znaczenie praktyczne posiadają imidy cykliczne. Są one stosowane na skalę masową jako monomery do otrzymywania poliimidów. Do otrzymywania poliimdów stosuje się m.in. imid kwasu bursztynowego (sukcynoimid) oraz imidy aromatyczne. Polimery otrzymywane z użyciem imidów aromatycznych posiadają wyjątkowo dużą odporność na podpalenie.
Duże znaczenie przemysłowe posiada też ftalimid, czyli imid kwasu ftalowego, który stanowi podstawowy surowiec przy syntezie barwników ftalocyjanianowych. Niektóre pochodne ftalimidu posiadają własności luminescencyjne.

## Nazewnictwo
Imidy nie są powiązane strukturalnie z grupami związków o podobnych nazwach, tj. iminami (o budowie typu >C=N-R), karbodiimidami (R-N=C=N-R) i imidkami (nieorganicznymi związkami typu M=NH).
Imidami nazywa się jednak także ylidy zawierające ugrupowania R3P=NR i R3N=NR oraz R2Z+−N−R (Z = atom tlenowca).